# Conopleura aliena
Conopleura aliena is een slakkensoort uit de familie van de Drilliidae. De wetenschappelijke naam van de soort is voor het eerst geldig gepubliceerd in 1999 door Smriglio, Mariottini & Calascibetta.